# Campeonato Goiano 2015
In 2015 werd het 72ste Campeonato Goiano gespeeld voor voetbalclubs uit Braziliaanse staat Goiás. De competitie werd georganiseerd door de FGF en werd gespeeld van 31 januari tot 3 mei. Goiás werd kampioen.

## Eerste fase
De clubs werden verdeeld over twee groepen. De clubs uit groep A speelden heen en terug tegen de clubs uit groep B en daarna nog eens één keer tegen de clubs uit de eigen groep. De twee groepswinnaars gaan door naar de halve finale, alsook de twee beste niet-winnaars ongeacht hun groep. De twee laatste in het klassement degraderen. 

### Groep A
| Plaats | Club                | Wed. | W | G | V | Saldo | Ptn. |
| ------ | ------------------- | ---- | - | - | - | ----- | ---- |
| 1.     | Trindade            | 14   | 5 | 7 | 2 | 15:13 | 22   |
| 2.     | Itumbiara           | 14   | 6 | 3 | 5 | 12:9  | 21   |
| 3.     | Atlético Goianiense | 14   | 5 | 4 | 5 | 13:14 | 19   |
| 4.     | CRAC                | 14   | 2 | 5 | 7 | 12:21 | 11   |
| 5.     | Grêmio Anápolis     | 14   | 2 | 4 | 8 | 12:27 | 10   |

|  | Geplaatst voor tweede fase |
|  | Degradatie                 |

### Groep B
| Plaats | Club         | Wed. | W | G | V  | Saldo | Ptn. |
| ------ | ------------ | ---- | - | - | -- | ----- | ---- |
| 1.     | Goiás        | 14   | 9 | 4 | 1  | 26:10 | 31   |
| 2.     | Aparecidense | 14   | 7 | 6 | 1  | 22:8  | 27   |
| 3.     | Goianésia    | 14   | 8 | 1 | 5  | 23:15 | 25   |
| 4.     | Anapolina    | 14   | 4 | 6 | 4  | 12:12 | 18   |
| 5.     | Caldas Novas | 14   | 0 | 4 | 10 | 6:24  | 4    |

|  | Geplaatst voor tweede fase |
|  | Degradatie                 |

## Tweede fase
In geval van gelijkspel wint de club met de beste notering in de competitie.
|  | Halve finale | Halve finale | Halve finale |   |              | Finale | Finale | Finale |
|  |              |              |              |   |              |        |        |        |
|  | Trindade     | 1            | 0            |   |              |        |        |        |
|  | Aparecidense | 2            | 1            |   |              |        |        |        |
|  | Aparecidense | 2            | 1            |   | Aparecidense | 0      | 1      |        |
|  |              |              |              |   | Aparecidense | 0      | 1      |        |
|  |              | Goiás        | 2            | 1 |              |        |        |        |
|  | Goiás        | Goiás        | 2            | 1 | 2            | 1      |        |        |
|  | Goiás        |              |              |   | 2            | 1      |        |        |
|  | Goianésia    | 2            | 0            |   |              |        |        |        |

Details finale
|               |       |                        |              |                                                         |
| 26 april Heen | Goiás | 0 – 2                  | Aparecidense | Aníbal Toledo, Aparecida de Goiânia Toeschouwers: 2.361 |
| 26 april Heen |       | 1', 49' Felipe Menezes |              | Aníbal Toledo, Aparecida de Goiânia Toeschouwers: 2.361 |

| Aparecidense | Goiás |

|             |                    |       |                |                                                     |
| 3 mei Terug | Aparecidense       | 1 – 1 | Goiás          | Estádio Serra Dourada, Goiânia Toeschouwers: 30.655 |
| 3 mei Terug | Felipe Menezes 63' |       | 46' Washington | Estádio Serra Dourada, Goiânia Toeschouwers: 30.655 |

| Goiás | Aparecidense |

## Kampioen
| Campeonato Goiano de 2015  |
| Goiás                      |
| -------------------------- |
| GOIÁS Kampioen (25° titel) |